# Сенатусконсульт о Вакханалиях

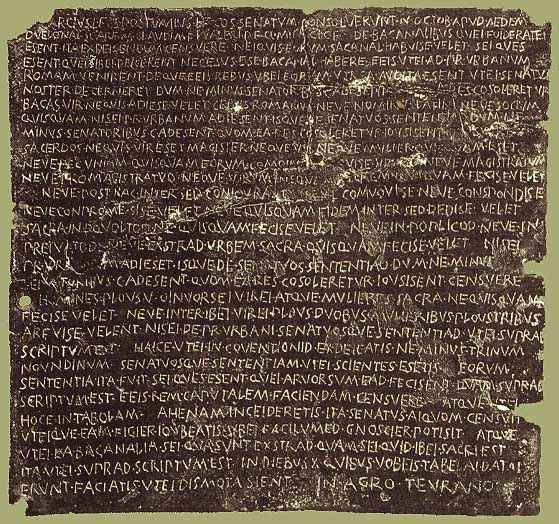
Репродукция таблички сенатусконсульта из музея Вены

Сенатусконсульт о Вакханалиях 186 года до н. э. (лат. Senatus Consultum de Bacchanalibus) — декрет Римского сената, запретившего их.
Вакханалии были религиозными праздниками в честь греческих и римских богов плодородия и виноделия — Диониса, Вакха, Либера и Либеры (либералии), популярных среди плебеев. После того как культ стал распространяться по всей Италии и патрициев, приобретая беспорядочные формы, то сенатом было проведено расследование организации культа, используя информаторов и доносителей. Принятый сенатусконсульт ограничивал возможные беспорядки и преступления, связанные с участием в Вакханалиях:
С тех пор, как состав вакхантов стал смешанным, а к смешению полов прибавилась и разнузданность ночных оргий, там уже нет недостатка ни в каких пороках и гнусностях. Больше мерзостей мужчины творят с мужчинами, нежели с женщинами. Тех, кто противится насилию или уклоняется от насилия над другими, закалают как жертвенных животных. Верхом благочестия у них считается готовность к любому кощунству. Мужчины, словно безумные, во время обряда раскачиваются всем телом и выкрикивают пророчества, а замужние женщины, одетые словно вакханки, с распущенными волосами, с пылающими факелами устремляются к Тибру, окунают факелы в воду, и так как те начинены горючей серой с известью, вынимают столь же ярко горящими. Про тех, кого, привязав к театральной машине, сбросили в подземные бездны, они говорят, что те взяты богами. Этими жертвами становятся те, кто отказался или вступить в их сообщество, или участвовать в преступлениях, или подвергаться насилию.— Тит Ливий, История Рима от основания города
Декрет устанавливал обязательность получения специального разрешения Римского сената для проведения обрядов, связанных с вакхическими культами, которые могли проводиться только в определенных местах и временных рамках, исключая тем самым неудержимое распространение. При нарушении постановления полагались суровые наказания, что сыграло большую роль в ограничении Вакханалий, и восстановлении контроля над религиозными обрядами.
В 1640 году в Италии, в городе Тириоло в Калабрии, была найдена бронзовая табличка с текстом сенатусконсульта на латинском языке. Одна из ценнейших находок по истории античной Римской империи, которая дает исследователям ценную информацию о письменности и древней латыни, а также практиках римских властей в регулировании религиозных культов.

Текст таблички:
|1| [Q(VINTVS)] MARCIVS L(VCI) F(ILIVS), S(PVRIVS) POSTVMIVS L(VCI) F(ILIVS) CO(N)S(VLES) SENATVM CONSOLVERVNT N(ONIS) OCTOB(RIBVS), APVD AEDEM |2| DVELONAI. SC(RIBVNDO) ARF(VERVNT) M(ARCVS) CLAVDI(VS) M(ARCI) F(ILIVS), L(VCIVS) VALERI(VS) P(VBLI) F(ILIVS), Q(VINTVS) MINVCI(VS) C(AI) F(ILIVS) DE BACANALIBVS QVEI FOIDERATEI |3| ESENT, ITA EXDEICENDVM CENSVERE: NEIQVIS EORVM [B]ACANAL HABVISE VELET. SEIQVES |4| ESENT, QVEI SIBEI DEICERENT NECESVS ESE BACANAL HABERE, EEIS VTEI AD PR(AITOREM) VRBANVM |5| ROMAM VENIRENT, DEQVE EEIS REBVS, VBEI EORVM V[E]R[B]A AVDITA ESENT, VTEI SENATVS |6| NOSTER DECERNERET, DVM NE MINVS SENATOR[I]BVS C ADESENT, [QVOM E]A RES COSOLERETVR. |7| BACAS VIR NEQVIS ADIESE VELET CEIVIS ROMANVS NEVE NOMINVS LATINI NEVE SOCIVM |8| QVISQVAM, NISEI PR(AITOREM) VRBANVM ADIESENT, ISQVE [D]E SENATVOS SENTENTIAD, DVM NE |9| MINVS SENATORIBVS C ADESENT, QVOM EA RES COSOLERETVR, IOVSISENT. CE[N]SVERE. |10| SACERDOS NEQVIS VIR ESET. MAGISTER NEQVE VIR NEQVE MVLIER QVISQVAM ESET. |11| NEVE PECVNIAM QVISQVAM EORVM COMOINE[M H]ABVISE VELET. NEVE MAGISTRATVM, |12| NEVE PRO MAGISTRATV[D], NEQVE VIRVM [NEQVE MVL]IEREM QVI[S]QVAM FECISE VELET. |13| NEVE POST HAC INTER SED CONIOVRA[SE NEV]E COMVOVISE NEVE CONSPONDISE |14| NEVE CONPROMESISE VELET, NEVE QVISQVAM FIDEM INTER SED DEDISE VELET. |15| SACRA IN [O]QVOLTOD NE QVISQVAM FECISE VELET. NEVE IN POPLICOD NEVE IN |16| PREIVATOD NEVE EXSTRAD VRBEM SACRA QVISQVAM FECISE VELET, NISEI |17| PR(AITOREM) VRBANVM ADIESET, ISQVE DE SENATVOS SENTENTIAD, DVM NE MINVS |18| SENATORIBVS C ADESENT, QVOM EA RES COSOLERETVR, IOVSISENT. CENSVERE. |19| HOMINES PLOVS V OINVORSEI VIREI ATQVE MVLIERES SACRA NE QVISQVAM |20| FECISE VELET, NEVE INTER IBEI VIREI PLOVS DVOBVS, MVLIERIBVS PLOVS TRIBVS |21| ARFVISE VELENT, NISEI DE PR(AITORIS) VRBANI SENATVOSQVE SENTENTIAD, VTEI SVPRAD |22| SCRIPTVM EST. HAICE VTEI IN COVENTIONID EXDEICATIS NE MINVS TRINVM |23| NOVNDINVM, SENATVOSQVE SENTENTIAM VTEI SCIENTES ESETIS, EORVM |24| SENTENTIA ITA FVIT: SEI QVES ESENT, QVEI ARVORSVM EAD FECISENT, QVAM SVPRAD |25| SCRIPTVM EST, EEIS REM CAPVTALEM FACIENDAM CENSVERE. ATQVE VTEI |26| HOCE IN TABOLAM AHENAM INCEIDERETIS, ITA SENATVS AIQVOM CENSVIT, |27| VTEIQVE EAM FIGIER IOVBEATIS, VBEI FACILVMED GNOSCIER POTISIT. ATQVE |28| VTEI EA BACANALIA, SEI QVA SVNT, EXSTRAD QVAM SEI QVID IBEI SACRI EST, |29| ITA VTEI SVPRAD SCRIPTVM EST, IN DIEBVS X, QVIBVS VOBEIS TABELAI DATAI |30| ERVNT, FACIATIS VTEI DISMOTA SIENT. IN AGRO TEVRANO.

Перевод:
Консулы Квинт Марций, сын Луция, и Спурий Постумий, сын Луция, консультировали сенат седьмого октября в храме Беллоны. При составлении указа присутствовали Марк Клавдий, сын Марка, Луций Валерий, сын Публия, и Квинт Минуций, сын Гая. Вакханалиев среди союзников судить так:
«Пусть никто из них не пожелает иметь святилище Вакха. Если есть кто-либо, кто говорит, что им необходимо иметь святилище Вакха, они должны обратиться к городскому претору в Риме, и, когда их дело будет рассмотрено, наш сенат должен принять решение по этому поводу, в присутствии не менее ста сенаторов. Пусть ни один человек, будь то римский гражданин, ни латинянин, ни союзник, не собирается идти на Вакханалии, если они не обратились к городскому претору и он не разрешил это в соответствии с решением сената, в присутствии не менее ста сенаторов». Они постановили:
«Пусть никто не будет жрецом. Пусть никто, мужчина или женщина, не будет организатором. Пусть никто не вносит денег. Пусть никто не делает какого-либо мужчину или женщину наставником или временным наставником. Отныне пусть никто не стремится вступать в сговор, козни, интригу или давать общие клятвы, или клянется в верности друг другу. Пусть никто из них не собирается проводить этих обрядов в тайне. Пусть никто из них не проводит таких обрядов публично, частным образом или за пределами города, если только они не обратились к городскому претору и он не разрешил это в соответствии с решением сената, в присутствии не менее ста сенаторов». Они постановили:
«Не допускайте, чтобы собрание из более чем пяти человек, считая как мужчин, так и женщин, собиралась проводить такие обряды; и не допускайте присутствия более двух мужчин или трех женщин, если только это не разрешено городским претором и сенатом, как указано выше».
Вы должны обнародовать эти указы на публичных собраниях в течение не менее трех рыночных дней, и вы должны помнить о постановлении сената, которое гласило: «Если есть кто-либо, кто нарушает вышеуказанное, против них должно быть выдвинуто обвинение в смертном преступлении». Вы должны выгравировать это на бронзовой табличке (это тоже постановление сената) и отдать приказ установить ее там, где ее легче всего прочесть. И вы должны позаботиться о том, чтобы те святилища Вакха, которые существуют сейчас (если таковые имеются), были распущены в соответствии с вышеуказанным в течение десяти дней с момента получения вами этих табличек, если только они не содержат чего-либо действительно священного. В земле Теурано.